# Courtney Fields
Courtney Fields (New York, 11 novembre 1982) è un ex cestista statunitense, professionista in Asia e in Sudamerica.
Alto 2,06 m, giocava nel ruolo di ala.

## Carriera
Dal 2011 al 2012 ha militato nei Metros de Santiago nella Repubblica Dominicana. In precedenza ha militato in Cile, nell'Universidad de Concepcion, nei Brooklyn Kings.